# Wolfgang Porsche
Wolfgang Porsche, né le 10 mai 1943 à Stuttgart (Allemagne), est un homme d'affaires et chef d'entreprise autrichien. Il est président du conseil de surveillance de Porsche et de Porsche Automobil Holding SE. En outre, Wolfgang Porsche est également membre du conseil de surveillance du Groupe Volkswagen et d'Audi.

## Biographie
Wolfgang Porsche est le plus jeune fils de Dorothea et Ferry Porsche, petit-fils de Ferdinand Porsche, et cousin de Ferdinand Piëch, l'ancien président de Volkswagen AG.
Wolfgang Porsche a grandi à Zell am See, en Autriche. En 1950, il est retourné  à Stuttgart avec ses parents, où il a fréquenté l'école Steiner-Waldorf. Il a ensuite étudié à l'Université de Vienne avec le degré Diplom-Kaufmann. En 1973, il a obtenu son doctorat avec une thèse sur la « typologie des phénomènes de concentration économiques ». Wolfgang Porsche avait 27 ans, quand il a commencé à travailler comme importateur indépendant pour les motos Yamaha en Autriche. En 1976, il travaille pendant cinq ans en tant que manager chez Daimler-Benz dans la vente et dans la gestion de placements. En 1978, il a été nommé au conseil de surveillance de Porsche AG, dont il est devenu président en janvier 2007. En outre, de 1988 à 2011, il a été directeur de Porsche à Salzbourg.
Après la mort de son père Ferry Porsche, en 1998, la famille Porsche le choisit pour être son successeur. Wolfgang Porsche considère son poste essentiel pour continuer à développer la société que son père et son grand-père Ferry et Ferdinand Porsche ont construite en collaboration avec les membres des familles Porsche et Piëch.

## Vie privée
De 1988 à 2008, Porsche a été marié à la productrice allemande Susanne Bresser. Depuis 2007, il est en couple avec Claudia Hübner (née en 1948), professeur de droit civil et pénal à l'Université de Ludwigsburg et ancienne conseillère d’État, qu'il épouse en 2019 et dont il divorce en 2023. Wolfgang Porsche a un fils et une fille de son premier mariage et deux fils de son second. 
Wolfgang Porsche est en couple depuis 2023 avec Gabriele Thyssen, l'ex-épouse de l'Aga Khan IV.
Depuis 2004, Wolfgang Porsche est propriétaire de la maison familiale de la famille Porsche, à Zell am See. Il est également agriculteur et exploite une ferme biologique alpine avec 200 bovins. En 2008, on estime qu'il a gagné 55 000 € en subventions agricoles de l'UE.